# Font del Ferro (l'Espluga de Francolí)
La Font del Ferro és una font de l'Espluga de Francolí inclosa a l'Inventari del Patrimoni Arquitectònic de Catalunya.

## Descripció
És una construcció feta de pedra amb bassa i sense brollador, situada en el barri residencial de les Masies de l'Espluga de Francolí. L'aigua canalitzada d'una deu situada en la muntanya desemboca en una font feta artificialment a manera de petits gorgs d'aigua estancada. El costum de reproduir les formes naturals arriba fins i tot a al desnivell que tanca l'aigua i fa de banc per seure, que està fet de guix tenyit i reprodueix la forma d'un tronc ondulat.

## Història
El fet que la salut comença a ser un dels problemes de les classes benestants de finals del segle xix, impulsà la creació de llocs de repòs on segons la moda l'aire de la muntanya i especialment les aigües minerals guarien moltes malalties. L'afany de contacte amb l'ambient natural es fa palès en l'estil de moltes formes artístiques.